# Kernfysica
Kernfysica is het natuurkundig vakgebied dat de kern van het atoom in zijn samenhang bestudeert. Als de aandacht op het hele atoom gericht is, en dan met name de elektronenbanen, spreekt men van atoomfysica. De studie van losse atoomkerndeeltjes is het vakgebied van de deeltjesfysica.

## Geschiedenis van de kernfysica
De kernfysica ontwikkelde zich vanaf 1896, na de ontdekking van de radioactiviteit door Henri Becquerel, en de ontdekking van het elektron door Joseph Thomson, een jaar later. Thomson stelde aan het begin van de twintigste eeuw een atoommodel voor, waarin de negatief geladen elektronen zich binnen het atoom vrij konden bewegen, door een positief geladen pudding. Rond 1900 werden de alfa-, bèta- en gammastraling ontdekt. In de jaren die volgden werd de radioactiviteit grondig bestudeerd door onder anderen Pierre Curie en Marie Curie, en door Ernest Rutherford, Hans Geiger en Ernest Marsden.
In 1911 postuleerde Ernest Rutherford het bestaan van de atoomkern, als verklaring voor de resultaten van het Geiger-Marsden-experiment uit 1909, en stelde een nieuw atoommodel voor als alternatief voor het model van Thomson. Deze ontdekking luidde een nieuw tijdperk in de natuurkunde in. In 1919 ontdekte Rutherford vervolgens het proton, en in 1932 toonde James Chadwick het bestaan van het neutron aan. In 1920 had Rutherford al het bestaan van een ongeladen, (elektrisch) neutraal kerndeeltje gesuggereerd.
In 1935 publiceerde Hideki Yukawa zijn theorie over de sterke kernkracht, die de nucleonen in de kern bij elkaar houdt. Samen met het model van de elektronenschillen rond de atoomkern was het moderne atoommodel in 1935 vrijwel compleet.

## Onderwerpen binnen de kernfysica

### Bouw van een kern
- nucleair schillenmodel
- Isotopen
- isotonen
- isobaren
- spin

### Kernprocessen
- radioactiviteit
- kernsplijting
- kernfusie

### Elementaire deeltjes
- sterke kernkracht
- zwakke kernkracht
- kosmische straling
- antimaterie
- resonanties

### NucleaireAstrofysica
- Big Bang
- deeltjesinteractie in het vroege heelal
- stellaire nucleosynthese

## Toepassingen van de kernfysica
- Kernspinresonantie-spectroscopie
- MRI scans
- Mössbauereffect
- Kernenergie
- Kernwapens

Buitenlandse studenten die in Nederland kernfysica studeren, of een andere studie waardoor ze in aanraking kunnen komen met nucleaire proliferatie-gevoelige informatie, moeten bij de overheid een ontheffing aanvragen.